# Vilarello (Dozón)
Vilarello (llamada oficialmente Santo André de Vilarello), es una parroquia española y un lugar situado en el municipio de Dozón, en la provincia de Pontevedra, Galicia.

## Otras denominaciones
La parroquia también se denomina San Andrés de Vilarello o Santa Andrés P. de Vilarello.

## Entidades de población
Entidades de población que forman parte de la parroquia:
- Lagoa (A Lagoa)
- Vilarello

## Demografía
| Gráfica de evolución demográfica de Vilarello (parroquia) entre 2000 y 2020 |
|                                                                             |
| Datos según el nomenclátor publicado por el INE.                            |

| Gráfica de evolución demográfica de Vilarello (lugar) entre 2000 y 2020 |
|                                                                         |
| Datos según el nomenclátor publicado por el INE.                        |